# Thomas Davidson (Paläontologe)

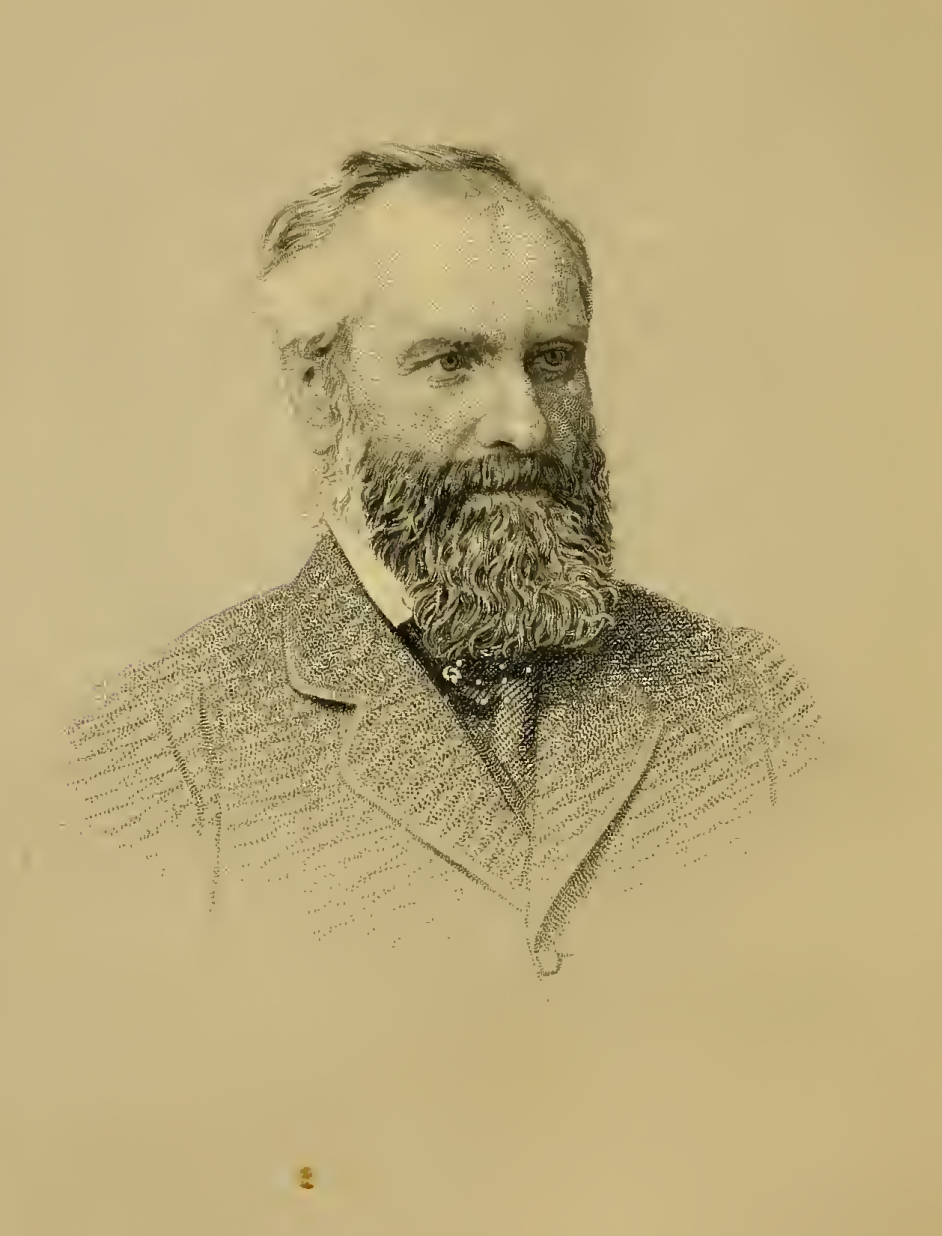
Thomas Davidson

Thomas Davidson (* 17. Mai 1817 in Edinburgh; † 14. Oktober 1885 in Brighton) war ein schottischer Paläontologe und Experte für Armfüßer.

## Leben
Thomas Davidson war Sohn begüterter Eltern; sie besaßen nicht unerhebliche Ländereien in Midlothian. Seine Ausbildung fand zum Teil an der University of Edinburgh und zum Teil in Frankreich, Italien und der Schweiz statt. Er entwickelte schon früh Interesse an naturgeschichtlichen Themen und profitierte im Umgang mit Fremdsprachen, Literatur und Wissenschaftlern fremder Länder von den während seines Studiums gemachten Erfahrungen.
Unter dem Einfluss von Leopold von Buch wandte er 1837 sein Interesse der Gruppe der Armfüßer (Brachiopoden) zu, für die er im Laufe der Zeit zur führenden Autorität wurde. Die Monographie Monograph of British Fossil Brachiopoda, die von der Palaeontographical Society veröffentlicht wurde, entwickelte sich zu seiner Lebensaufgabe. Zwischen 1850 und 1886 wurden sechs Quarto-Bände mitsamt Anhängen veröffentlicht, die mehr als 200 von Davidson selbst lithographierte Tafeln enthielten. Außerdem schrieb er ein umfangreiches Werk über heute lebende Brachiopoden. Das Buch Recent Brachiopoda wurde von der Linnean Society veröffentlicht.
1857 wurde er zum Fellow of the Royal Society gewählt, und erhielt 1865 die Wollaston-Medaille der Geological Society of London. 1870 verlieh ihm die Royal Society die Royal Medal, und 1882 wurde ihm von der University of St. Andrews Grad eines Legum Doctor (LL.D.) verliehen. Seit 1880 war er korrespondierendes Mitglied der Russischen Akademie der Wissenschaften in Sankt Petersburg, seit 1862 auswärtiges Mitglied der Bayerischen Akademie der Wissenschaften und seit Dezember 1865 assoziiertes Mitglied der Académie royale des Sciences, des Lettres et des Beaux-Arts de Belgique.
Davidson starb in Brighton am 14. Oktober 1885 und hinterließ seine umfangreiche Sammlung fossiler und rezenter Brachiopoden dem British Museum.
Eine Biografie mit einem Porträt und einem Werkverzeichnis erschien im Geological Magazine für 1871, S. 145.